# Lavia
Lavia (finska: Lavia), är dels en kyrkoby och tätort i Björneborgs stad (kommun), dels en före detta kommun i landskapet Satakunta i Finland. Vid årsskiftet 2014/2015 slogs Lavia kommun samman med Björneborgs stad. Lavia existerade som en självständig kommun i etthundrafyrtiosju års tid, mellan åren 1868 och 2015. Före detta Lavia kommun hörde till Norra Satakunta ekonomiska region. Lavia kyrkoby är belägen i näset mellan sjöarna Karhijärvi, Lavijärvi och Naaranen.
Lavia kommuns siste kommundirektör var Pekka Heinonen.
Folkmängden i Lavia före detta kommun uppgick den 30 november 2014 till 2 090 invånare, och totala arealen utgjordes den 1 januari 2010 av 357,80 km², varav 321,18 km² var land.
Efter kommunsammanslagningen med Björneborgs stad, har inga statistiska uppgifter om Lavia kyrkoby ännu hunnit redovisas (2015-01-28).
Lavia före detta kommuns språkliga status var enspråkig finsk, och den nya kommunens språkliga status är likaså enspråkig finsk.

## Sevärdheter
- Hembygdsmuseum, allmogeföremål.
- Träkyrka från 1823.

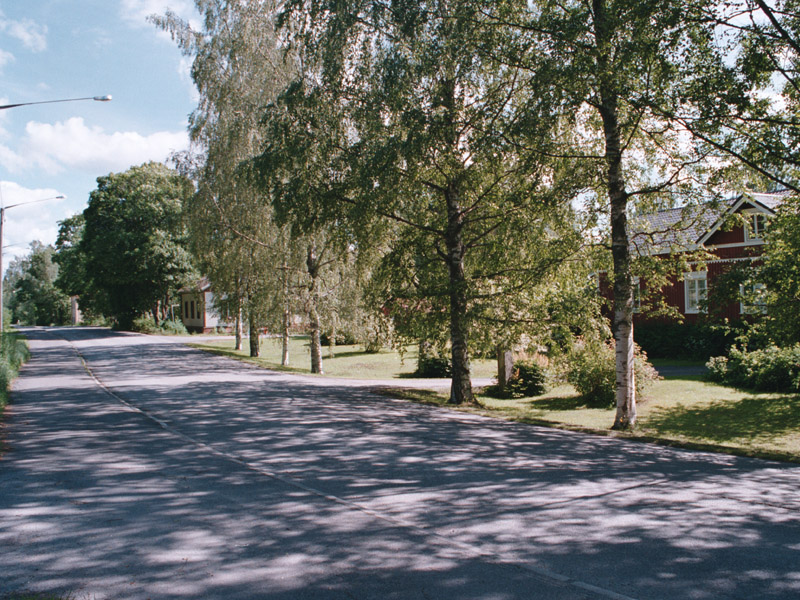
Bygatan i Lavia kyrkoby

- Tulosen mökki (Tulonens stuga), en gammal stuga som har återställts i ursprungligt skick.

## Lavia församling
Lavia kapellförsamling som hörde till Mouhijärvi grundades 1823, fick en egen kaplan år 1827. Kapellförsamlingen avskildes till en egen församling 1870. Byar som tillhörde Lavia församling förr i tiden: Aluskylä, Haunia, Kalliala, Lavia, Mustajoki, Myöntäjä, Niemi, Peränkylä, Riiho, Riuttala, Saarijärvi.

## Befolkningsutveckling
| Befolkningsutvecklingen i Lavia Kommun 1980–2010 | Befolkningsutvecklingen i Lavia Kommun 1980–2010 | Befolkningsutvecklingen i Lavia Kommun 1980–2010 | Befolkningsutvecklingen i Lavia Kommun 1980–2010 | Befolkningsutvecklingen i Lavia Kommun 1980–2010 |
| ------------------------------------------------ | ------------------------------------------------ | ------------------------------------------------ | ------------------------------------------------ | ------------------------------------------------ |
|                                                  |                                                  |                                                  |                                                  |                                                  |
| År                                               |                                                  |                                                  | Folkmängd                                        |                                                  |
| 1980                                             | 1980                                             |                                                  | 2 864                                            | 2 864                                            |
| 1985                                             | 1985                                             |                                                  | 2 823                                            | 2 823                                            |
| 1990                                             | 1990                                             |                                                  | 2 705                                            | 2 705                                            |
| 1995                                             | 1995                                             |                                                  | 2 603                                            | 2 603                                            |
| 2000                                             | 2000                                             |                                                  | 2 370                                            | 2 370                                            |
| 2005                                             | 2005                                             |                                                  | 2 195                                            | 2 195                                            |
| 2010                                             | 2010                                             |                                                  | 1 994                                            | 1 994                                            |

Källa: Statistikcentralen i Finland